# Angiotenzin-konvertaza
Angiotenzin-konvertaza, angiotenzinska konvertaza ali angiotenzin pretvarjajoči encim (angl. angiotensin I-converting enzyme, okrajšava ACE) je encim iz skupine eksopeptidaz in kroži po krvnem obtoku ter igra pomembno vlogo v renin-angiotenzinskem sistemu (RAS). Slednji uravnava prostornino zunajcelične tekočine (krvna plazma, limfa in intersticijska tekočina) ter arterijsko vazokonstrikcijo. Izločajo ga epitelne celice pljuč in ledvic. Katalizira pretvorbo dekapeptida angiotenzina I v oktapeptid angiotenzin II.

## Vloga
Angiotenzinska konvertaza ima dve primarni vlogi:
- ACE katalizira pretvorbo angiotenzina I v angiotenzin II, ki je močan vazokonstriktor; encim deluje v odvisnosti od koncentracije substrata.[3]
- ACE razgrajuje bradikinin, ki je močan vazodilator, in druge vazoaktivne peptide.[4]

Iz obeh razlogov je zaviranje angiotenzinske konvertaze uporabno pri zdravljenju povišanega krvnega tlaka, srčnega popuščanja, diabetične nefropatije in sladkorne bolezni tipa II. Zdravila, ki zavirajo delovanje tega encima, imenujemo zaviralci angiotenzinske konvertaze; ta zdravila povzročijo zmanjšanje proizvodnje angiotenzina II in zavre se razgradnja bradikinina. Oboje vodi do sistemske dilatacije (razširitve) arterij in ven in s tem do znižanja krvnega tlaka. Zaradi zmanjšane proizvodnje angiotenzina II se zmanjša tudi izločanje aldosterona iz nadledvičnice, zato se zmanjša reabsorpcija vode in natrija v ledvicah in zmanjša se prostornina zunajcelične tekočine. Zmanjšana prostornina krvi pa pomeni tudi znižanje krvnega tlaka.